# Bernd Monheim

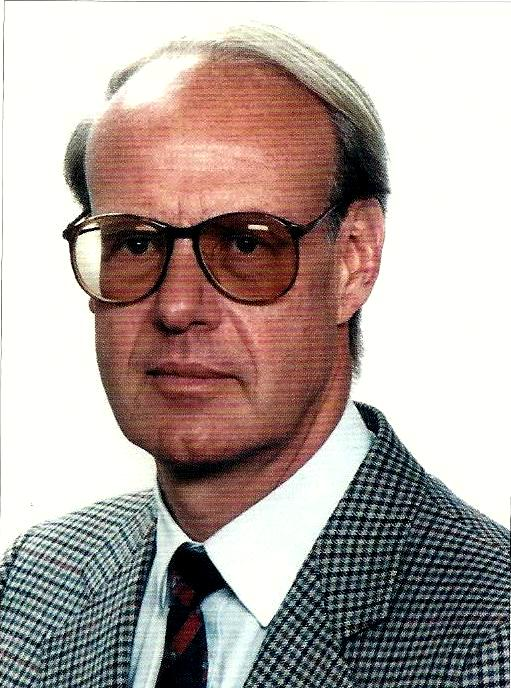
Bernd Monheim

Bernd Monheim (* 15. Mai 1933 in Berlin; † 7. Juni 2010) war ein deutscher Industriemanager.

## Werdegang
Der Urenkel des Schokoladenfabrikanten Leonard Monheim wuchs zunächst in Berlin auf und kam nach dem Zweiten Weltkrieg nach Aachen. Nach dem Abitur am Einhard-Gymnasium studierte er ab 1954 Betriebswirtschaftslehre an der Universität München und wurde 1959 zum Thema Problematik der vertikalen Preisbindung, dargestellt am Beispiel des Schokoladenmarktes promoviert.
1960 trat er als persönlich haftender Gesellschafter und Geschäftsführer in das vom Urgroßvater gegründete Familienunternehmen Leonard Monheim KG ein. 1979 wurde er daselbst Vorstandsmitglied und gehörte dem Vorstand bis zum Teilverkauf der Firmengruppe an Suchard an. Von 1987 bis 1998 war er Mitglied in der Geschäftsleitung von Jacobs Suchard.
Neben seiner unternehmerischen Tätigkeit setzte sich Monheim in verschiedenen Funktionen für die Belange der deutschen Süßwarenindustrie ein. 1963 wurde er in den Vorstand des Bundesverbandes der Deutschen Süßwarenindustrie gewählt und dort von 1971 bis 1995 Vorsitzender des Vorstands der Fachsparte Schokolade, Schokoladenerzeugnisse und Kakao sowie von 1989 bis 1998 Gesamtvorsitzender. Von 1996 bis 2009 war er Vorstandsvorsitzender der Stiftung der Deutschen Kakao- und Schokoladenwirtschaft. Von 1989 bis 2007 leitete er als Vorsitzender den Förderverein der Wirtschaftswissenschaften an der RWTH Aachen.
Darüber hinaus gehörte Bernd Monheim seit 1960 dem Club Aachener Casino an, den er auch von 1980 bis 1984 als Präsident leitete. Außerdem war der ehemalige aktive Reiter Mitglied und langjähriger Vizepräsident des Aachen-Laurensberger Rennvereins. Bernd Monheim, fand seine letzte Ruhestätte auf dem Waldfriedhof Aachen.

## Familie
Seine Vettern Heiner Monheim und Rolf Monheim, die ebenfalls Urenkel von Leonard Monheim sind, sind bekannte Geographen, Verkehrswissenschaftler und Stadtplaner. Seine Cousine ist die Kunstmäzenin Irene Ludwig.

## Ehrungen
- Mai 1998: Ehrenvorsitzender des Bundesverbandes der Deutschen Süßwarenindustrie
- April 1989: Verdienstkreuz am Bande der Bundesrepublik Deutschland
- November 1993: Verdienstkreuz Erster Klasse der Bundesrepublik Deutschland
- Mai 1999: Großes Verdienstkreuz der Bundesrepublik Deutschland
- Dezember 2009: Ehrenvorsitzender der Stiftung der Deutschen Kakao- und Schokoladenwirtschaft